# Islande au Concours Eurovision de la chanson 2019
L'Islande est l'un des quarante et un pays participants du Concours Eurovision de la chanson 2019, qui se déroule à Tel-Aviv en Israël. Le pays est représenté par le groupe Hatari et leur chanson Hatrið mun sigra, sélectionnés via l'émission Söngvakeppnin 2019. L'Islande termine en 10e position avec 232 points lors de la finale du Concours.

## Sélection
Le pays confirme une première fois sa participation le 14 mai 2018. Mais à la suite de la victoire d'Israël, une pétition en ligne protestant contre la participation du pays reçoit plus de 27 000 signatures. Le diffuseur RÚV prend alors en considération un retrait du pays pour l'édition 2019. Après l'annonce de Tel-Aviv comme ville hôte, et une rencontre avec le consul d'Israël en Islande, le pays confirme finalement sa participation le 13 septembre 2018, en reconduisant le Söngvakeppnin.

### Format
Comme les années précédentes, la sélection est composée de deux demi-finales et d'une finale. Cinq artistes concourent dans chaque demi-finale et deux accèdent à la finale. Un cinquième participant pourra bénéficier d'une "wild card" accordée par le diffuseur, et ainsi participer à la finale. Là, deux artistes seront sélectionnés par le jury et le public pour prendre part à une superfinale au terme de laquelle la chanson représentante sera déterminée.
Pour la première fois, un jury sera également présent pour chaque demi-finale. 

### Chansons
Dix candidats participent à la sélection. Chaque chanson doit être interprétée en islandais mais peut bénéficier d'une version dans une autre langue. Les participants sont annoncés le 26 janvier 2019, après une fuite des titres sur internet.
| Artiste                   | Chanson                     | Chanson                     |
| Artiste                   | Titre islandais             | Titre anglais               |
| ------------------------- | --------------------------- | --------------------------- |
| Daníel Óliver             | Samt ekki                   | Licky licky                 |
| Elli Grill, Skaði, Glymur | Jeijó, keyrum alla leið     | Pas de version anglaise     |
| Friðrik Ómar              | Hvað ef ég get ekki elskað? | What If I Can't Have Love ? |
| Hatari                    | Hatrið mun sigra            | Pas de version anglaise     |
| Heiðrún Anna Björnsdóttir | Helgi                       | Sunday Boy                  |
| Hera Björk                | Eitt andartak               | Moving On                   |
| Ívar Daníels              | Þú bætir mig                | Make Me Whole               |
| Kristina Skoubo Bærendsen | Ég á mig sjálf              | Mama Said                   |
| Tara Mobee                | Betri án þín                | Fighting for Love           |
| Þórdís Imsland            | Nú og hér                   | What are you Waiting For ?  |

### Demi-finales
Le diffuseur annonce le 27 janvier 2019 la répartition des artistes dans chaque demi-finale, ainsi que l'ordre de passage.
- Qualifiés
- Wildcard du jury

#### Demi-finale 1
Elle a lieu le 9 février 2019.
| # | Artiste                   | Chanson          | Télévote | Place |
| - | ------------------------- | ---------------- | -------- | ----- |
| 1 | Hatari                    | Hatrið mun sigra | 12 069   | 1     |
| 2 | Þórdís Imsland            | Nú og hér        | 4 271    | 4     |
| 3 | Daníel Óliver             | Samt ekki        | 2 198    | 5     |
| 4 | Kristina Skoubo Bærendsen | Ég á mig sjálf   | 4 779    | 3     |
| 5 | Hera Björk                | Eitt andartak    | 8 408    | 2     |

#### Demi-finale 2
Elle a lieu le 16 février 2019
| # | Artiste                   | Chanson                     | Télévote | Place |
| - | ------------------------- | --------------------------- | -------- | ----- |
| 1 | Elli Grill, Skaði, Glymur | Jeijó, keyrum alla leið     | 2 572    | 5     |
| 2 | Ívar Daníels              | Þú bætir mig                | 3 519    | 3     |
| 3 | Heiðrún Anna Björnsdóttir | Helgi                       | 2 772    | 4     |
| 4 | Tara Mobee                | Betri án þín                | 3 819    | 2     |
| 5 | Friðrik Ómar              | Hvað ef ég get ekki elskað? | 14 968   | 1     |

### Finale
La finale a lieu le 2 mars 2019. Les deux artistes ayant récolté le plus de points s'y affrontent dans une superfinale ayant pour but de déterminer la chanson gagnante.
- Qualifiés

| Ordre | Artiste                   | Chanson                     | Jury   | Télévote | Total  | Place |
| ----- | ------------------------- | --------------------------- | ------ | -------- | ------ | ----- |
| 1     | Friðrik Ómar              | Hvað ef ég get ekki elskað? | 21 061 | 25 356   | 46 417 | 2     |
| 2     | Kristina Skoubo Bærendsen | Mama Said                   | 20 582 | 17 391   | 37 937 | 5     |
| 3     | Tara Mobee                | Fighting for Love           | 16 274 | 3 170    | 19 444 | 4     |
| 4     | Hera Björk                | Moving On                   | 20 102 | 9 488    | 29 590 | 3     |
| 5     | Hatari                    | Hatrið mun sigra            | 24 891 | 47 513   | 72 404 | 1     |

- Vainqueur

| Draw | Artist       | Song                        | Télévote         | Place |
| ---- | ------------ | --------------------------- | ---------------- | ----- |
| 1    | Friðrik Ómar | Hvað ef ég get ekki elskað? | 52 134 (45,64 %) | 2     |
| 2    | Hatari       | Hatrið mun sigra            | 62 088 (54,36 %) | 1     |

La finale se conclut par la victoire du groupe Hatari et de leur chanson Hatrið mun sigra qui représenteront donc l'Islande à l'Eurovision 2019.

## À l'Eurovision
L'Islande participe à la première demi-finale, le 14 mai 2019. S'y plaçant 3e avec 221 points, le pays se qualifie pour la finale, où il termine 10e avec 232 points. Lors de l'annonce de leur résultat au télévote, le groupe islandais est filmé brandissant des drapeaux palestiniens. Il est alors longuement hué par l'audience.